# Léonard Gianadda
Pour les articles homonymes, voir Gianadda.
Léonard Gianadda, né le 23 août 1935 à Martigny dans le canton du Valais en Suisse et mort le 3 décembre 2023 dans cette même ville, est un journaliste, ingénieur, promoteur immobilier et mécène suisse.

## Biographie

### Origines
Son grand-père Battista Gianadda arrive en Suisse du village piémontais de Curino par les Alpes à l'âge de 13 ans, en 1889. D'abord manœuvre sur des chantiers, il prend des cours du soir et crée une entreprise de maçonnerie. À 23 ans, il rentre en Italie pour se marier avec Angiolina Chiocchetti puis revient avec elle à Martigny. Leur fils, Robert Gianadda, s'unit avec Liline Darbellay : de cette union naissent quatre enfants, dont Léonard Gianadda.

### Enfance et formation
Après ses études au Lycée-collège de l'Abbaye de Saint-Maurice, sa mère l'emmène en voyage à Rome, Florence, Naples, Pompéi, Capri et Ischia. L'année suivante, il repart en voyage et rencontre dans un musée florentin Ken Matthews, qui travaille au musée de l'université de Philadelphie. Léonard Gianadda l'invite à Martigny et Matthews le convie en retour aux États-Unis. Giannada y découvre la Pennsylvanie, New York, Washington, Détroit, Chicago, puis se rend à Cuba et rentre en Suisse en novembre 1953. Il retourne au collège mais commence déjà à publier des articles et des photos dans Le Confédéré. Pour nourrir de nouveaux articles, il part en Europe centrale et dans les Balkans, à Vienne, Zagreb, Sarajevo et Raguse. En 1955, il s'inscrit à l'École polytechnique fédérale de Lausanne (EPUL à l'époque) afin de devenir ingénieur (obtenant son diplôme en 1960), poursuivant en parallèle ses activités journalistiques. En 1956, il dirige des fouilles archéologiques pour le canton de Vaud à Yens, devient champion d'athlétisme de son canton natal et couvre la nationalisation du canal de Suez.
Il devient reporter-photographe pour la TSR en 1957. Pour un reportage, il rencontre l'écrivain Georges Simenon, le prend en photo et vend les clichés aux studios Universal. En août de la même année, il part à Moscou assister au festival mondial de la jeunesse pour L'Illustré : le 1er août, lors de la fête nationale suisse, il est à l'ambassade helvétique et photographie János Kádár, le dirigeant communiste hongrois, avec les insignes de la Confédération sur son plastron, ce qui conduit à un scandale, le journal démentant pour sa part avoir envoyé un journaliste. Âgé de 22 ans, Léonard Gianadda arrête les reportages même s'il continue à voyager. Avec son frère Pierre, il se rend en Tunisie, en Libye, en Égypte, au Liban et en Syrie.
Il ouvre un bureau d'ingénieurs en 1961 à Martigny et se marie avec Annette Pavid, une secrétaire de l’office de tourisme de Lausanne qu'il avait rencontrée quand il était journaliste. Il a deux garçons avec elle.

### Mécénat
Au milieu des années 1970, gagnant beaucoup d'argent, il souhaite construire pour son empire immobilier une tour de quatorze étages en périphérie de Martigny. Lors des travaux sont découvertes les ruines d'un temple dédié à Mercure ; il arrête alors la construction. En 1978, il inaugure à cet endroit la fondation Pierre-Gianadda, édifiée en souvenir de son frère mort accidentellement le 31 juillet 1976 des suites de l'atterrissage raté d'un avion à Bari. La fondation a également pour mission de conserver les vestiges gallo-romains. De nombreuses expositions sur l'art de la fin du XIXe  et du  XXe siècle y sont depuis organisées.
Le 4 juin 2003, il entre à Paris sous la coupole de l'Institut de France et devient membre de l'Académie des beaux-arts. En 2009, il ouvre à Martigny la « Fondation Annette & Léonard Gianadda » dans un nouvel immeuble à caractère social.
En 2015, dans le contexte de la crise migratoire en Europe, il met à disposition à Martigny des logements pour cinq familles syriennes. En 2019, il annonce la constitution d'une troisième fondation (après une fondation culturelle et une fondation sociale). Celle-ci a vocation de mécénat, afin de poursuivre les actions entreprises au long de sa vie.

## Constructeur
En tant qu'ingénieur, Léonard Gianadda et son associé Umberto Guglielmetti construiront de nombreux ouvrages, notamment le deuxième pont de Gueuroz, en 1994 (le premier avait été construit par son grand-père) et le pont autoroutier qui enjambe le Rhône, à Riddes (en 1985), en Valais. En tant que promoteur, il bâtira de nombreux immeubles en ville et dans la région de Martigny, totalisant plus de 1 500 logements.

## Fin de vie
Léonard Gianadda meurt le 3 décembre 2023 à l'hôpital de Martigny, des suites d'un cancer des os,. Quelques mois plus tôt, le 22 août, il s'était confié sur son parcours de vie au parc de la Fondation, lors d'une émission de la chaîne de télévision valaisanne Canal 9. Le 28 octobre, il est victime d'un accident de voiture provoqué par son ami proche Christian Constantin, qui avait bien connu son père. Le 13 novembre, la ville de Sion  honore le mécène de Martigny pour son soutien à ses événements culturels et à ses actions sociales, en présence d'une centaine d'invités à l’aula de l’hôpital de Sion. Par la suite, Léonard Gianadda  poursuit sa convalescence à l'hôpital de Martigny,.
La cérémonie d'adieu s'est déroulée à l'église Saint-Michel de Martigny-Bourg, le 7 décembre, en présence de 800 personnes qui ont pu écouter un dernier message enregistré peu avant sa mort, dans lequel il remercie les centaines de personnes qui lui ont manifesté leur soutien après son accident. Parmi ceux qui y ont assisté, le pianiste Olivier Cavé, concertiste international auquel Léonard Gianadda a demandé de jouer durant la cérémonie, mais aussi la soliste géorgienne Khatia Buniatishvili et l'amie intime et cantatrice italienne Cécilia Bartoli, qui a accompagné l'air Casta Diva de l'opéra Norma, celui que Léonard Gianadda préférait. Outre l'ensemble du Conseil d'État du canton du Valais, les anciens conseillers fédéraux Christoph Blocher, qui avait prêté des toiles de Albert Anker et d'autres peintres suisses pour des expositions de la fondation, et Pascal Couchepin étaient présents aux côtés des représentants de l'Académie des beaux-arts. Léonard Gianadda avait souhaité que la cérémonie soit œcuménique, afin de rappeler les difficultés qu'il avait eues à faire célébrer son mariage avec une protestante. Léonard Gianadda repose dans le parc de sculptures de la fondation, à côté de son épouse, morte douze ans auparavant,.

## Distinctions
République française
- Chevalier de l’Ordre national du Mérite
- Grand Officier (2017) de l’Ordre national du Mérite
- Chevalier (1995), officier (2001) puis commandeur (2011[9]) de l’Ordre national de la Légion d'honneur
- Officier (1997) puis commandeur (2007[9]) de l'Ordre des Arts et des Lettres
- Membre correspondant associé étranger de l'Académie des beaux-arts de l'Institut de France, Paris (1993)
- Membre du conseil de la Société des Amis de la Bibliothèque d'art et d'archéologie (BAA) - Fonds Jacques Doucet, Paris
- Membre du conseil d’administration, puis membre de la commission des acquisitions du Musée Rodin, Paris
- Membre d’honneur du Comité du rayonnement français
- Membre du conseil d’administration du Musée Toulouse-Lautrec, Albi
- Membre du premier conseil d’orientation de la Fondation Henri Cartier-Bresson, Paris
- 2003 : membre de l’Institut, Académie des beaux-arts[9]
- Membre de la Commission des acquisitions du Musée d’Orsay
- Membre du conseil d'orientation de la Réunion des Musées Nationaux

Italie
- 1990 : Commandeur de l'ordre du Mérite de la République italienne[9]
- Membre du conseil de l’Ente Veneto Festival (I Solisti Veneti)

Russie
- 2004 : Chevalier de l'Ordre de l'Amitié des peuples [9]
- Grande Médaille d’or Arts-Sciences-Lettres (2004), avec plaquette d’honneur

Suisse
- Gianaddor de la Ville de Martigny, 2013
- Prix du Tourism Trophy, 2005
- Membre du conseil de la Fondation Balthus, Rossinière
- Membre du conseil de la Fondation Hans Erni, Lucerne

## Films
- La mémoire du cœur de Antoine  Cretton, 2011, 25 min [voir en ligne] [présentation en ligne] : Création de la Fondation Annette et Léonard Gianadda.
- Le Visionnaire de Antoine  Cretton, 2012, 17 min [voir en ligne] [présentation en ligne]
- Le tepidarium de Antoine  Cretton, 2012, 20 min
- Faire de sa vie quelque chose de grand de Antoine  Cretton, 2015, 90 min [voir en ligne] [présentation en ligne]